# Charm School (serie de televisión)

Charm School es un programa reality de Vh1. Es una derivación de Flavor of Love creado por los productores ejecutivos Cris Abrego y Mark Cronin. La primera temporada se llamó Flavor of Love: Charm School, fue presentado por la comediante Mo'Nique y 13 participantes de las dos primeras temporadas de Flavor of Love. La segunda temporada se llamó Rock of Love: Charm School, fue presentado por Sharon Osbourne y 14 participantes de las dos primeras temporadas de Rock of love. La tercera temporada se llamó Charm School con Ricki Lake, presentado por Ricki Lake y 14 participantes de la tercera temporada de Rock of Love Bus y Real Chance of Love. Los programas consisten en que las participantes a través de una serie de desafíos, tienen que aprender sobre etiqueta y aprender a comportarse como damas. La que consiguiera esto ganaría el título de Reina de Charm School y un premio en dinero. La primera temporada ofreció Us$50000 y las otras dos Ofrecieron Us$100000.

## Información del Show
| Temporada   | Directora       | Fecha de Estreno      | Final                   | Reunion            | No. de Concursantes | N.º de episodios | Ganadora            | Segundo Lugar            |
| ----------- | --------------- | --------------------- | ----------------------- | ------------------ | ------------------- | ---------------- | ------------------- | ------------------------ |
| Temporada 1 | Mo'Nique        | 15 de abril de 2007   | 1 de julio de 2007      | 8 de julio de 2007 | 13                  | 11               | Saaphyri Windsor    | Leilene "Smiley" Ondrade |
| Temporada 2 | Sharon Osbourne | 12 de octubre de 2008 | 21 de diciembre de 2008 | 4 de enero de 2009 | 14                  | 12               | Brandi Mahon        | Destiney Sue Moore       |
| Temporada 3 | Ricki Lake      | 11 de mayo de 2009    | 27 de julio de 2009     | Cancelada          | 14                  | 11               | Ebony "Risky" Jones | Ashley                   |